# Rachia plumosa
Rachia plumosa är en fjärilsart som beskrevs av Moore 1879. Rachia plumosa ingår i släktet Rachia och familjen tandspinnare. Inga underarter finns listade.